# Llanos de La Corona y Tegala Grande
Llanos de La Corona y Tegala Grande este o arie protejată (arie de protecție specială avifaunistică — SPA) din Spania întinsă pe o suprafață de 2.751,16 ha, integral pe uscat.

## Localizare
Centrul sitului Llanos de La Corona y Tegala Grande este situat la coordonatele 29°02′12″N 13°30′28″W / 29.03658°N 13.50782°V.

## Înființare
Situl Llanos de La Corona y Tegala Grande a fost declarat arie de protecție specială avifaunistică în octombrie 2006 pentru a proteja 4 specii de animale.

## Biodiversitate
Situată în ecoregiunea , aria protejată nu include niciun habitat protejat.
La baza desemnării sitului se află mai multe specii protejate de  păsări (4): Bulweria bulwerii, pasărea ogorului (Burhinus oedicnemus), Chlamydotis undulata, Cursorius cursor.
Pe lângă speciile protejate, pe teritoriul sitului au mai fost identificate 8 specii de păsări.